# Misia Sophia Doms
Misia Sophia Doms (* 1980 in Deutschland) ist eine deutsche Philologin, Literaturhistorikerin und Hochschulprofessorin.

## Akademisches Wirken
Doms studierte Germanistik, Philosophie sowie Medizingeschichte an der Johannes Gutenberg-Universität Mainz, wo sie 2007 ihre Promotion mit einer Arbeit über Die viel-Einheit des Seelenraums in der deutschsprachigen barocken Lyrik abschloss. 2018 wurde sie an der Universität Mannheim mit einer Forschungsarbeit zu theoretischen Erwägungen und Fallstudien an deutschsprachigen literarischen Dialogen habilitiert und im selben Jahr zur Professorin an der Pädagogischen Hochschule Niederösterreich für Deutsch, Mehrsprachigkeit und Interkulturalität ernannt.
Doms Forschungsschwerpunkte umfassen Literatur und Kulturgeschichte von der frühen Neuzeit bis zur Gegenwart sowie Sprachdidaktik und angrenzende Kulturthemata.

## Veröffentlichungen (in Auswahl)
- Alkühmisten" und "Decoctores". Grimmelshausen und die Medizin seiner Zeit (= Simpliciana / Beihefte zu Simpliciana. Nr. 3). Peter Lang, Bern / Berlin 2006, ISBN 978-3-03910-949-4.
- Die Viel-Einheit des Seelenraums in der deutschsprachigen barocken Lyrik (= Frühe Neuzeit. Nr. 142). de Gruyter, Berlin 2010, ISBN 978-3-11-023092-5.
- Autor-Leser-Kommunikation und fiktives Gespräch. Theoretische Erwägungen und Fallstudien an deutschsprachigen literarischen Dialogen. Königshausen & Neumann, Würzburg 2018, ISBN 978-3-8260-6563-7.
- mit Peter Klingel: „Was ist der Mensch und was kann aus ihm werden?“ Zur Kritik an rationalistischen Utopien und Erziehungskonzepten in E.T.A. Hoffmanns „Nußknacker und Mausekönig“. Königshausen & Neumann, Würzburg 2019, ISBN 978-3-8260-6640-5.
- Spectator-type periodicals in international perspective : enlightened moral journalism in Europe and North America. Peter Lang, Wien 2020, ISBN 978-3-631-76114-4.